# Věta o hlavních osách
V geometrii a lineární algebře je hlavní osa určitá přímka v Eukleidovském prostoru související s elipsoidem nebo hyperboloidem zobecňující hlavní a vedlejší osu elipsy nebo hyperboly. Věta o hlavních osách říká, že hlavní osy jsou navzájem kolmé, a dává konstruktivní postup pro jejich nalezení.
Matematicky je věta o hlavních osách zobecněním metody doplnění na čtverec z elementární algebry. V lineární algebře a funkcionální analýze je věta o hlavních osách geometrickým protějškem spektrální věty. Má aplikace pro statistiku analýzy hlavních komponent a pro singulární rozklad. Ve fyzice je věta o hlavních osách základem pro studium momentu hybnosti a dvojlomu.

## Motivace
Následující rovnice v Kartézské rovině {\displaystyle \mathbb {R} ^{2}:}
{\displaystyle {\begin{aligned}{\frac {x^{2}}{9}}+{\frac {y^{2}}{25}}&=1\\[3pt]{\frac {x^{2}}{9}}-{\frac {y^{2}}{25}}&=1\end{aligned}}}
definují elipsu a hyperbolu. V obou případech jsou osy x a y hlavními osami. To je snadno vidět, pokud v obou výrazech nejsou žádné smíšené členy obsahující součin xy. Pro rovnice jako
{\displaystyle 5x^{2}+8xy+5y^{2}=1}
je však situace složitější.
V tomto případě je třeba nějaká metoda pro určení, zda se jedná o elipsu nebo hyperbolu. Základní pozorování je, že pokud doplněním na čtverec lze kvadratický výraz převést na součet dvou čtverců, pak rovnice definuje elipsu, a pokud jej lze převést na rozdíl dvou čtverců, pak reprezentuje hyperbolu:
{\displaystyle {\begin{aligned}u(x,y)^{2}+v(x,y)^{2}&=1\qquad {\text{(elipsa)}}\\u(x,y)^{2}-v(x,y)^{2}&=1\qquad {\text{(hyperbola)}}.\end{aligned}}}
V našem příkladě je tedy otázka, jak na absorbovat koeficient smíšeného členu 8xy do funkcí u a v. Tento problém je formálně podobný problému diagonalizace matice, kde se snažíme najít vhodný souřadný systém, ve kterém matice lineární transformace bude diagonální. Prvním krokem je najít matici, na kterou bude možné uplatnit techniku diagonalizace.
Trikem je zapsat kvadratickou formu jako
{\displaystyle 5x^{2}+8xy+5y^{2}={\begin{pmatrix}x&y\end{pmatrix}}{\begin{pmatrix}5&4\\4&5\end{pmatrix}}{\begin{pmatrix}x\\y\end{pmatrix}}=\mathbf {x} ^{\textsf {T}}\mathbf {Ax} }
kde smíšený člen je rozdělen na dvě stejné části. Matice A ve výše uvedeném rozkladu je symetrická. Speciálně podle spektrální věty má reálná vlastní čísla a je diagonalizovatelná ortogonální maticí (ortogonálně diagonalizovatelná).
Pro ortogonální diagonalizaci matice A musíme nejdřív najít její vlastní čísla, a pak najít ortonormální vlastní bázi. Výpočet ukáže, že vlastní čísla matice A jsou
{\displaystyle \lambda _{1}=1,\quad \lambda _{2}=9}
a odpovídající vlastní vektory
{\displaystyle \mathbf {v} _{1}={\begin{pmatrix}1\\-1\end{pmatrix}},\quad \mathbf {v} _{2}={\begin{pmatrix}1\\1\end{pmatrix}}.}
Jejich vydělením jejich délkou získáme ortonormální vlastní bázi:
{\displaystyle \mathbf {u} _{1}={\begin{pmatrix}{\frac {1}{\sqrt {2}}}\\-{\frac {1}{\sqrt {2}}}\end{pmatrix}},\quad \mathbf {u} _{2}={\begin{pmatrix}{\frac {1}{\sqrt {2}}}\\{\frac {1}{\sqrt {2}}}\end{pmatrix}}.}
Matice S = [u1 u2] je nyní ortogonální matice, protože má ortonormální sloupce, a matice A je diagonalizovatelná:
{\displaystyle \mathbf {A} =\mathbf {SDS} ^{-1}=\mathbf {SDS} ^{\textsf {T}}={\begin{pmatrix}{\frac {1}{\sqrt {2}}}&{\frac {1}{\sqrt {2}}}\\-{\frac {1}{\sqrt {2}}}&{\frac {1}{\sqrt {2}}}\end{pmatrix}}{\begin{pmatrix}1&0\\0&9\end{pmatrix}}{\begin{pmatrix}{\frac {1}{\sqrt {2}}}&-{\frac {1}{\sqrt {2}}}\\{\frac {1}{\sqrt {2}}}&{\frac {1}{\sqrt {2}}}\end{pmatrix}}.}
To platí pro tento problém „diagonalizace“ kvadratické formy s využitím pozorování, že
{\displaystyle {\begin{aligned}5x^{2}+8xy+5y^{2}&=\mathbf {x} ^{\textsf {T}}\mathbf {Ax} \\&=\mathbf {x} ^{\textsf {T}}\left(\mathbf {SDS} ^{\textsf {T}}\right)\mathbf {x} \\&=\left(\mathbf {S} ^{\textsf {T}}\mathbf {x} \right)^{\textsf {T}}\mathbf {D} \left(\mathbf {S} ^{\textsf {T}}\mathbf {x} \right)\\&=1\left({\frac {x-y}{\sqrt {2}}}\right)^{2}+9\left({\frac {x+y}{\sqrt {2}}}\right)^{2}.\end{aligned}}}
Rovnice {\displaystyle 5x^{2}+8xy+5y^{2}=1} je tedy rovnicí elipsy, protože její levou stranu lze zapsat jako součet dvou čtverců.
Je lákavé zjednodušit tento výraz odstraněním faktorů 2. Je však důležité to nedělat. Hodnoty
{\displaystyle c_{1}={\frac {x-y}{\sqrt {2}}},\quad c_{2}={\frac {x+y}{\sqrt {2}}}}
mají geometrický význam. Určují ortonormální souřadný systém na {\displaystyle \mathbb {R} ^{2}.} Jinými slovy jsou získány z původních souřadnic použitím rotace (případně uplatnění zrcadlení). Díky tomu můžeme souřadnice c1 a c2 použít k výrokům o délkách a úhlech (především délkách), které by při jiné volbě souřadnic (například při změně měřítka) byly obtížnější. Například maximální vzdálenost od počátku souřadnicového systému na elipse
{\displaystyle c_{1}^{2}+9c_{2}^{2}=1}
se objeví, když c2 = 0, tedy v bodech c1 = ±1. Podobně minimální vzdálenost je tam, kde c2 = ±1/3.
Nyní je možné zjistit hlavní a vedlejší osu této elipsy. Jsou to právě jednotlivé vlastní prostory matice A, protože se jedná o místa, kde c2 = 0 nebo c1 = 0. Symbolicky lze hlavní osy zapsat jako lineární obaly vektorů ui:
{\displaystyle E_{1}=\operatorname {span} \left({\begin{pmatrix}{\frac {1}{\sqrt {2}}}\\-{\frac {1}{\sqrt {2}}}\end{pmatrix}}\right),\quad E_{2}=\operatorname {span} \left({\begin{pmatrix}{\frac {1}{\sqrt {2}}}\\{\frac {1}{\sqrt {2}}}\end{pmatrix}}\right).}
Shrnutí:
- Jde o rovnici elipsy, protože obě vlastní čísla jsou kladná. (Pokud by jedno bylo kladné a druhé záporné, šlo by o hyperbolu.)
- Hlavní osy jsou přímky, kterými procházejí vlastní vektory.
- Minimální a maximální vzdálenost od počátku souřadnicového systému lze odečíst z rovnice v diagonálním tvaru.

Pomocí těchto informací je možné získat jasný geometrický obraz elipsy: například ji vykreslit do grafu.

## Formální tvrzení
Věta o hlavních osách se zabývá kvadratickými formami v {\displaystyle \mathbb {R} ^{n},} což jsou homogenní polynomy stupně 2. Libovolnou kvadratickou formu lze zapsat jako
{\displaystyle Q(\mathbf {x} )=\mathbf {x} ^{\textsf {T}}\mathbf {Ax} }
kde A je symetrická matice.
První část věty je obsažena v následujících tvrzeních zaručených spektrální větou:
- Vlastní čísla matice A jsou reálná.
- Matice A je diagonalizovatelná, a vlastní prostory matice A jsou vzájemně ortogonální.

Konkrétně je matice A ortogonálně diagonalizovatelná, protože můžeme vzít bázi každého vlastního prostoru a pro každý vlastní prostor odděleně aplikovat Gram-Schmidtův ortogonalizační proces pro získání ortonormální vlastní báze.
Pro druhou část předpokládejme, že vlastní čísla matice A jsou λ1, ..., λn (případně opakovaná podle jejich algebraické násobnosti) a odpovídající ortonormální vlastní báze je u1, ..., un. Pak,
{\displaystyle \mathbf {c} =\langle \mathbf {u} _{1},\ldots ,\mathbf {u} _{n}\rangle ^{\textsf {T}}\mathbf {x} ,}
a
{\displaystyle Q(\mathbf {x} )=\lambda _{1}c_{1}^{2}+\lambda _{2}c_{2}^{2}+\dots +\lambda _{n}c_{n}^{2},}
kde ci je i-té složka c. Navíc,
i-tá hlavní osa je přímka určená rovností cj = 0 pro všechny j = 1, ..., i − 1, i + 1, ..., n. i-tou hlavní osou je lineární obal vektoru ui.